# Metropol Parasol

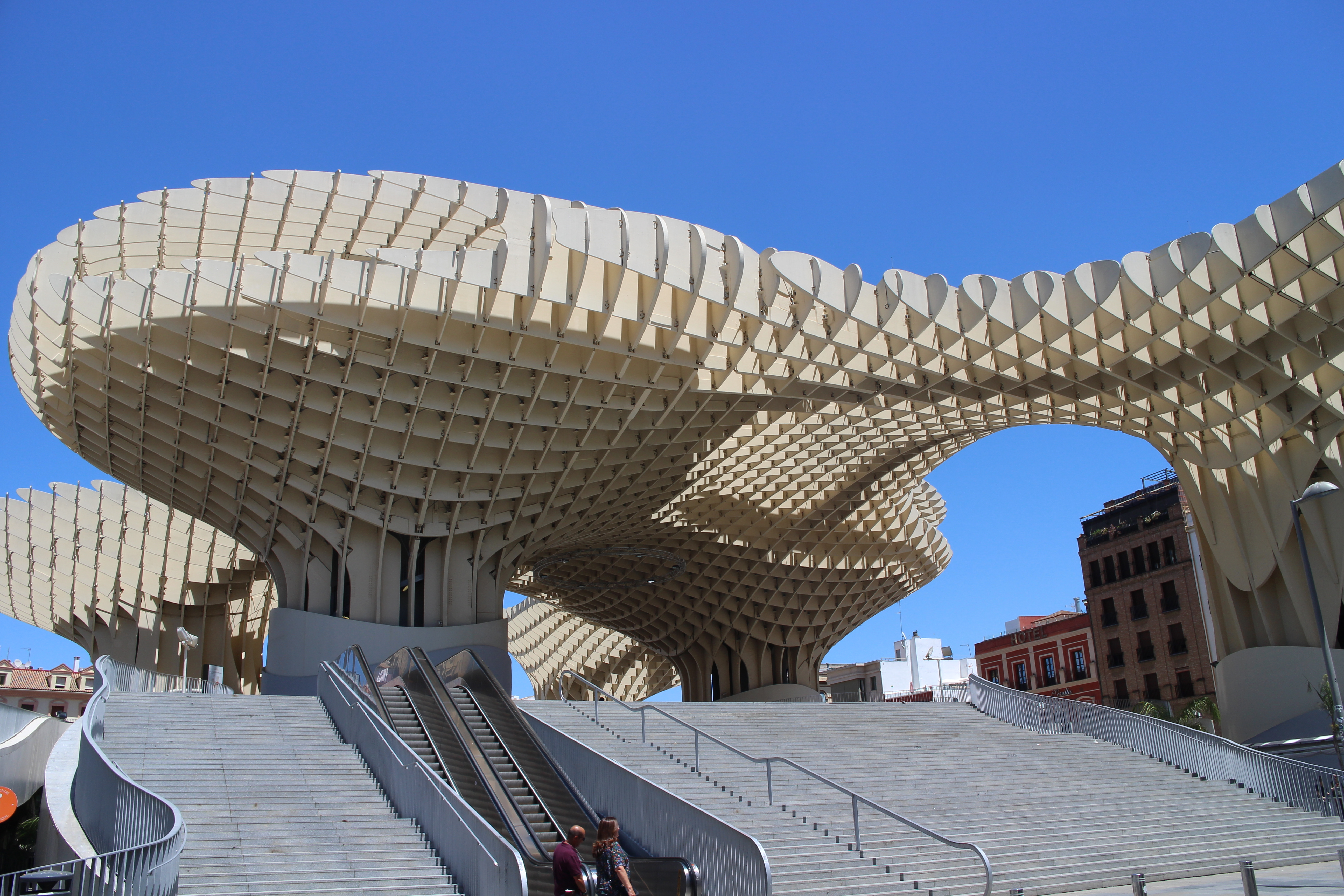
Metropol Parasol

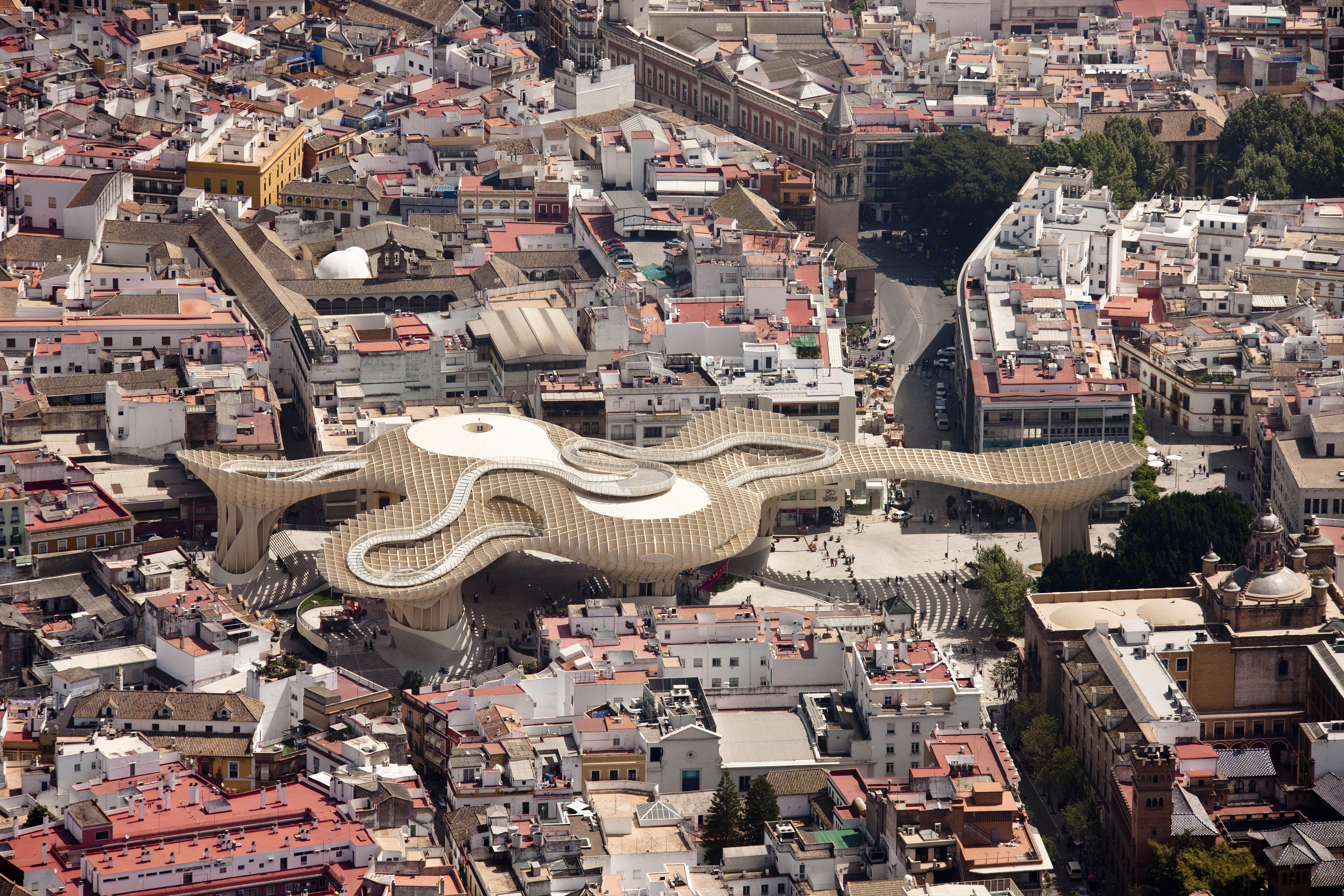
Vanuit de lucht

Metropol Parasol is een houten bouwwerk in het oude deel van de Spaanse stad Sevilla. Het overdekt het plein Plaza de la Encarnación en meet grofweg 150 bij 70 meter. Er werd destijds beweerd dat het de grootste houten constructie ter wereld was. De constructie werd gebouwd onder leiding van de Duitse architect Jürgen Mayer en was destijds bedoeld om het plein en zijn omgeving nieuw leven in te blazen. De bouw werd destijds geplaagd door vertragingen en kostenoverschrijdingen.

## Geschiedenis
Op het plein stond een overdekte markt vanaf 1842 die in 1973 plaats moest maken voor een parkeerplaats voor auto's. Toen men besloot tot de bouw van een ondergrondse parkeergarage stuitte men op resten van een Romeinse en Moorse gebouwen. Er moest dus een nieuw plan komen voor de omgeving. Na een ontwerpwedstrijd kreeg het plan van de Duitse ingenieur de voorkeur. Volgens de jury slaagde hij erin om de oudheid te integreren in een concept dat aansluit bij de architectonische ideeën van Santiago Calatrava en Antoni Gaudí.
De inhuldiging was voorzien in 2010 maar pas eind maart 2011 werd de Metropol Parasol officieel voor het publiek geopend.

## Het bouwwerk
Het bouwwerk bestaat uit zes grote parasols die opgebouwd zijn uit houten panelen die in een rasterpatroon aan elkaar bevestigd zijn. De pijlers zijn van beton. Het ontwerp van de parasols, die wel iets weg hebben van paddenstoelen is geïnspireerd op de gewelven van de Kathedraal van Sevilla en op de waringinbomen die in de stad te vinden zijn. Met de indrukwekkende houten constructie overdekt Mayer het plein niet alleen, boven op de parasols introduceert het architectenbureau een, boven de stad uitgetilde, meanderende wandelweg en een restaurant.
In de kelder is een museum ingericht waarin de Romeinse en Moorse archeologische vondsten te bezichtigen zijn. Op de begane grond en op een verhoging is een marktplein ingericht. Mayer beschrijft de Metropol Parasol als “een van de grootste en meest innovatieve gebonden houtconstructies ter wereld.” Het hout kreeg een bekleding met polyurethaan.

## Afbeeldingen

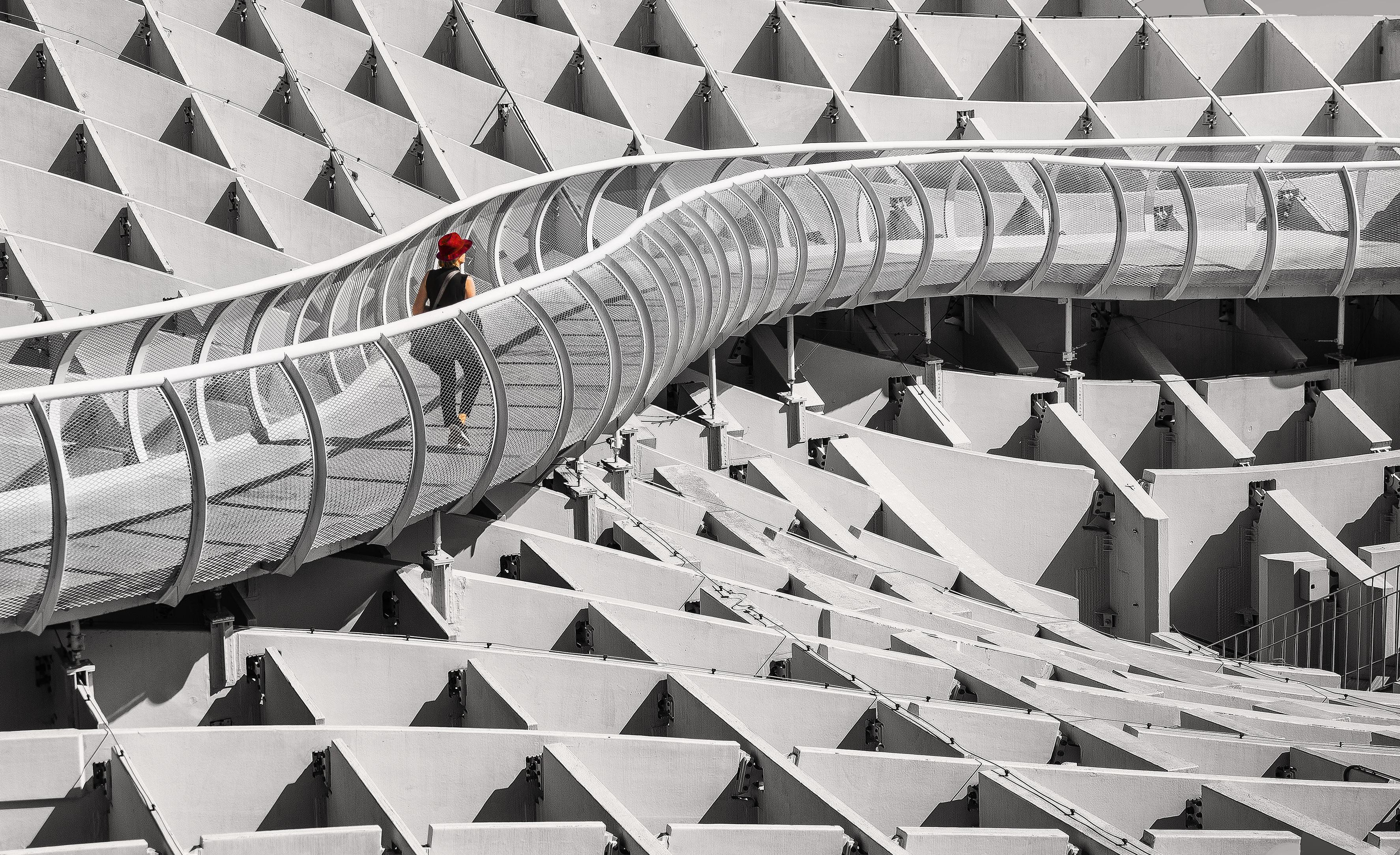
Het meanderende wandelpad op het dak met uitzicht over de stad
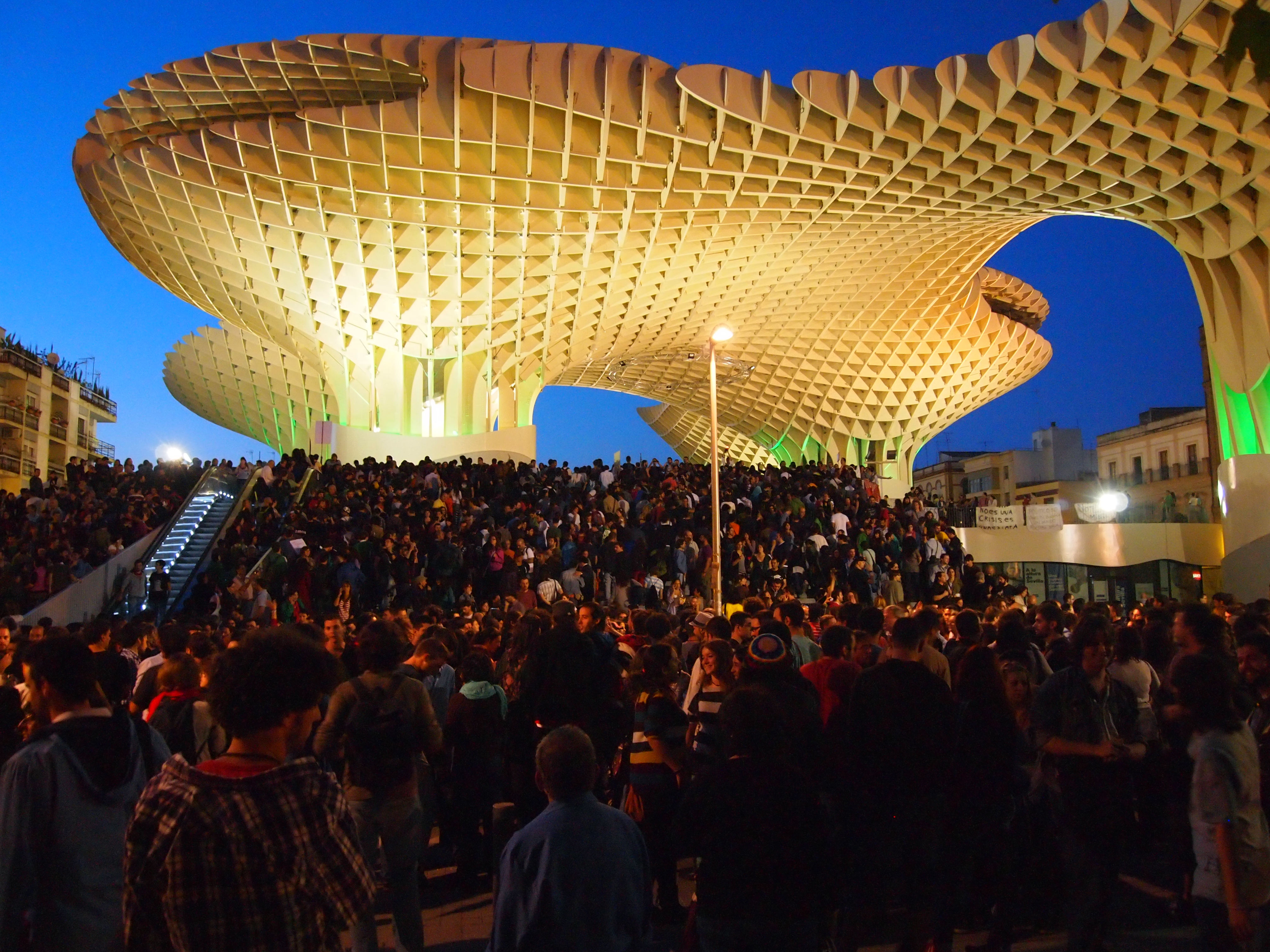
Demonstraties van de 15 mei-beweging onder Metropol Parasol
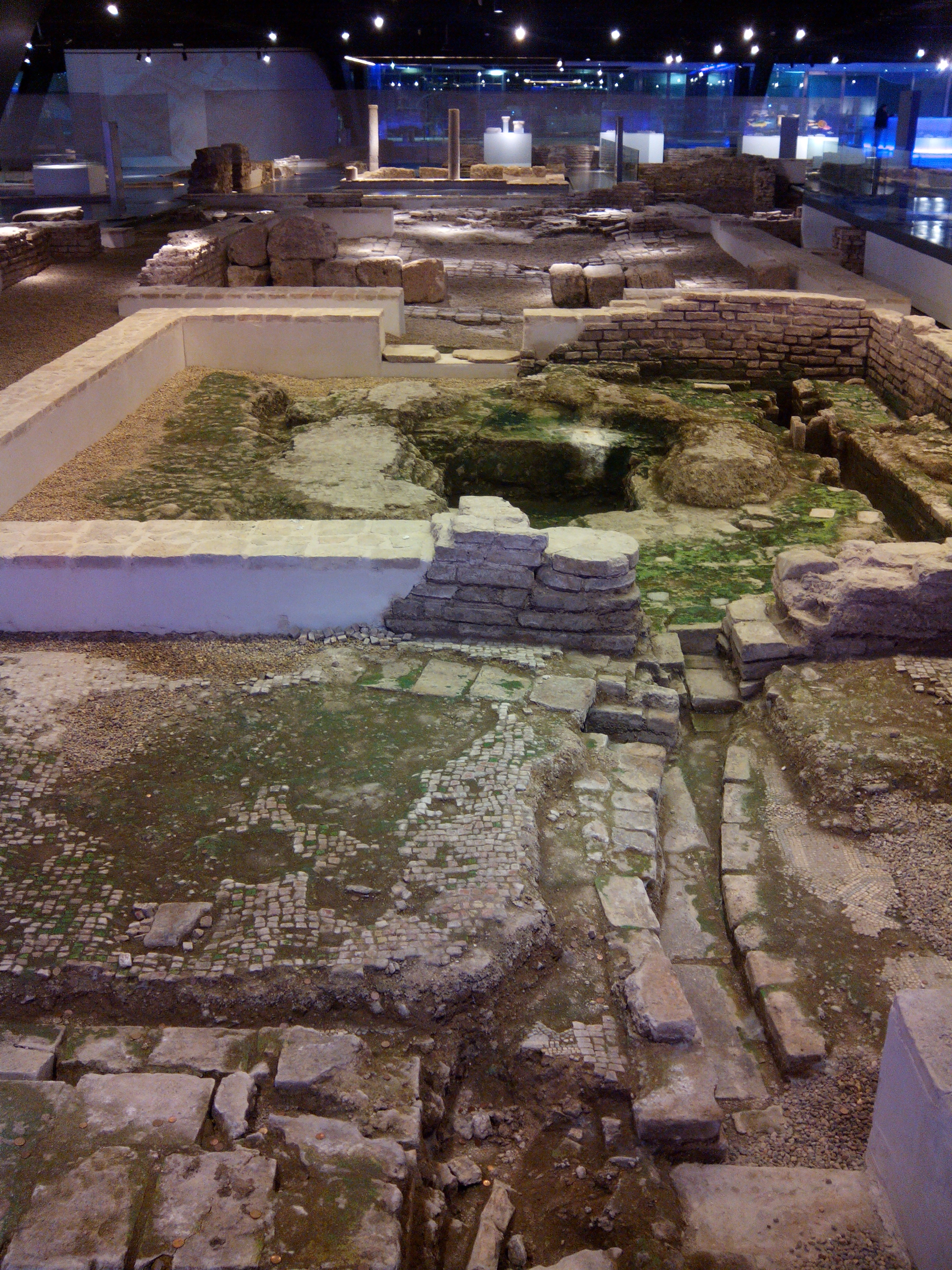
Opgravingen zichtbaar in het Antiquarium
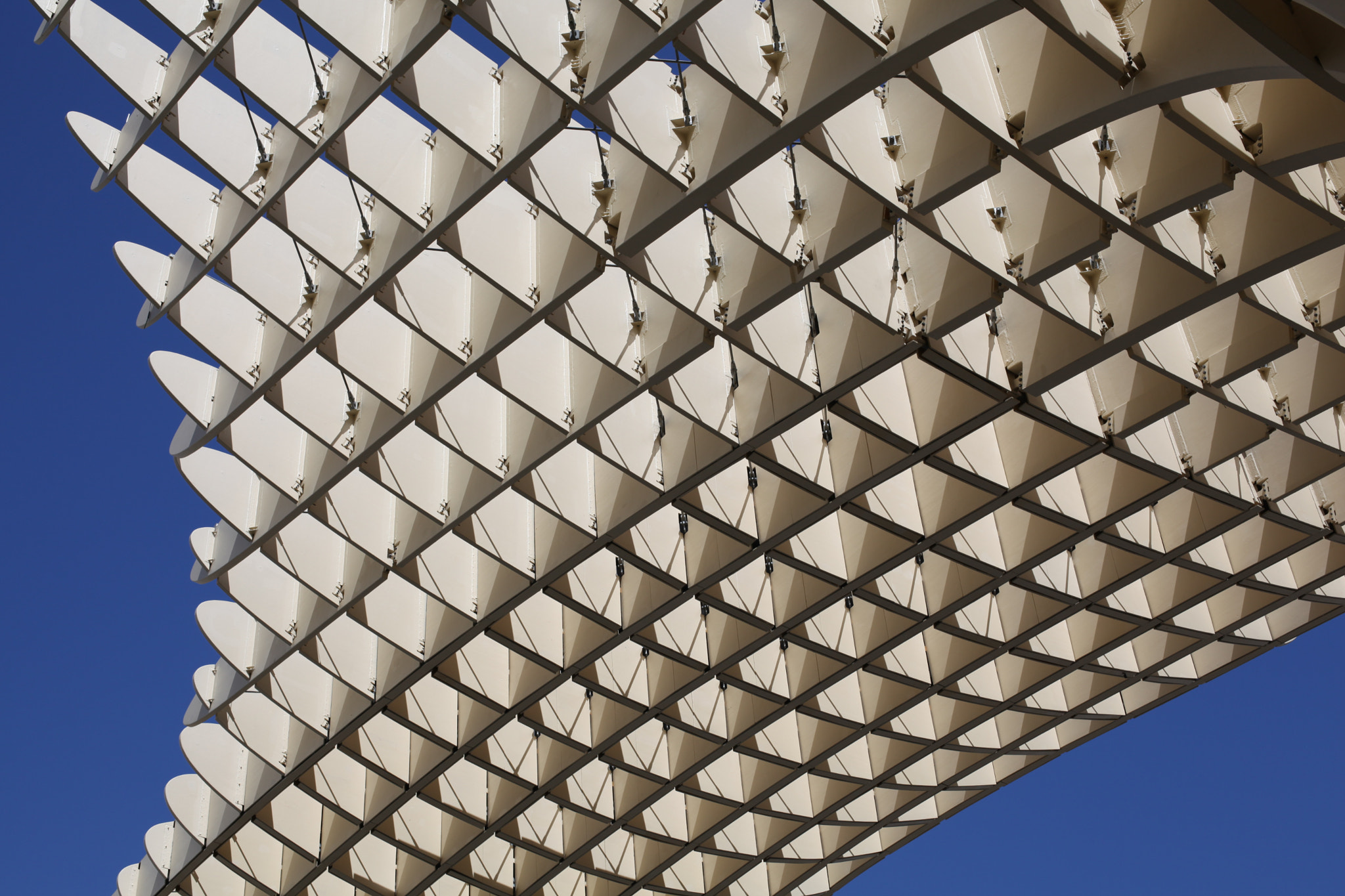
De houten panelen
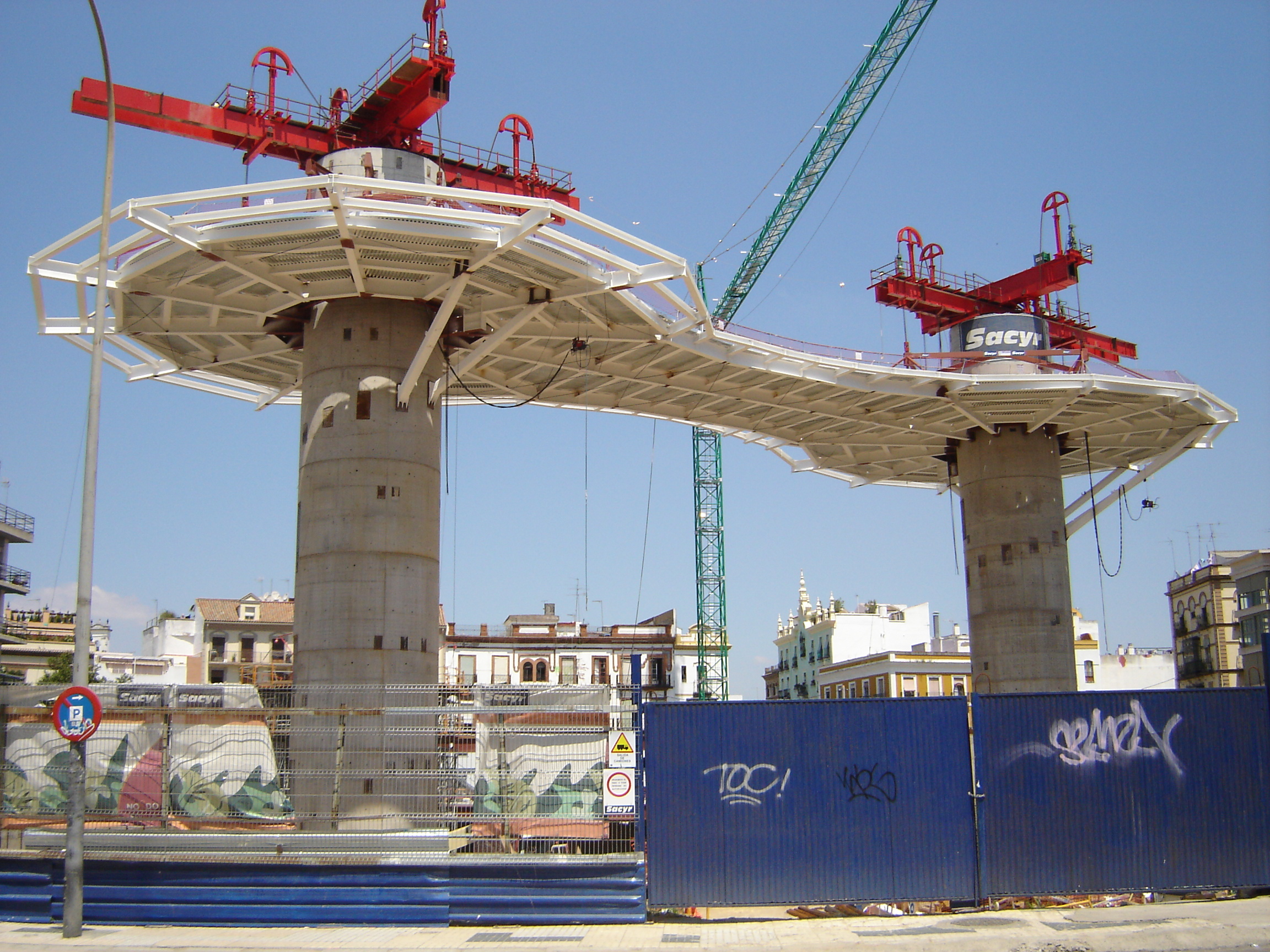
Metropol Parasol in aanbouw